# Colson Whitehead
Colson Whitehead (ur. 6 listopada 1969 w Nowym Jorku) – amerykański pisarz, laureat Nagrody Pulitzera, National Book Award i Nagrody im. Arthura C. Clarke’a.

## Życiorys
Urodził się 6 listopada 1969 w Nowym Jorku jako Arch Colson Chipp Whitehead w rodzinie Archa S. i Mary Anne Woody Whitehead. Wychował się na Manhattanie, gdzie uczył się w Trinity School. Ukończył studia literatury angielskiej na Uniwersytecie Harvarda (1987–1991). Po powrocie do Nowego Jorku zaczął pisać recenzje dla „The Village Voice”; w tym okresie napisał satyryczną powieść, którą odrzuciło dwadzieścia wydawnictw.
W 1996 rozpoczął pracę nad powieścią detektywistyczną Intuicjonistka o inspektorach wind. Książka ukazała się w 1999 i zyskała pozytywne recenzje, a także trafiła do finału nagrody Hemingway Foundation/PEN Award. Jego druga powieść, John Henry Days (2001), została wyróżniona nagrodą Anisfield-Wolf Book Award oraz znalazła się w finale Nagrody Pulitzera, the National Book Critics Circle Award i nagrody literackiej „Los Angeles Times”. W 2001 Whitehead otrzymał grant MacArthur Fellowship, który pozwolił skupić mu się na pracy literackiej. Jego kolejną publikacją był zbiór trzynastu esejów o Nowym Jorku po zamachu z 11 września 2001 pod nazwą The Colossus of New York: A City in Thirteen Parts (2003). Następnie ukazała się powieść satyryczna Apex Hides the Hurt (2006).
Kolejna powieść, Sag Harbor (2009), była pierwszą książką Whiteheada na liście bestsellerów prowadzonej przez „The New York Times”, znalazła się także w finale PEN/Faulkner Award. Powieść Zone One (2011), której inspiracją były filmy o zombie George'a Romero oglądane przez Whiteheada w młodości, zadebiutowała na jedenastym miejscu listy bestsellerów „The New York Times”. Kolej podziemna. Czarna krew Ameryki (2016) zdobyła National Book Award (2016), Nagrodę Pulitzera w kategorii literatury pięknej (2017) i Nagrodę im. Arthura C. Clarke’a (2017) oraz zajęła pierwsze miejsce listy bestsellerów „The New York Times”.
W 2017 Whitehead został ogłoszony jednym ze stu najbardziej wpływowych ludzi w rankingu magazynu „Time”. Jego następna powieść, Miedziaki (2019), która została oparta na prawdziwych wydarzeniach, opisuje zakład poprawczy dla Afroamerykanów na południu Stanów Zjednoczonych, prowadzony w czasach gdy Martin Luther King sprzeciwiał się prawom Jima Crowa. W 2020 Miedziaki zostały wyróżnione Nagrodą Pulitzera w kategorii literatury pięknej.

## Twórczość

### Powieści
- 1999: The Intuitionist – pol.: Intuicjonistka. Rafał Lisowski (tłum.). Warszawa: Albatros, 2023. ISBN 978-83-67513-72-2. Brak numerów stron w książce
- 2001: John Henry Days
- 2006: Apex Hides the Hurt
- 2009: Sag Harbor
- 2011: Zone One
- 2016: The Underground Railroad – pol.: Kolej podziemna. Czarna krew Ameryki. Rafał Lisowski (tłum.). Warszawa: Albatros, 2017. ISBN 978-83-65781-01-7. Brak numerów stron w książce
- 2019: The Nickel Boys – pol.: Miedziaki. Robert Sudół (tłum.). Warszawa: Albatros, 2019. ISBN 978-83-8125-614-8. Brak numerów stron w książce
- 2021: Harlem Shuffle – pol.: Rytm Harlemu. Rafał Lisowski (tłum.). Warszawa: Albatros, 2022. ISBN 978-83-8215-959-2. Brak numerów stron w książce
- 2023: Crook Manifesto[9] – pol.: Reguły gry. Robert Sudół (tłum.). Warszawa: Albatros, 2023. ISBN 978-83-67759-29-8. Brak numerów stron w książce

### Literatura faktu
- 2003: The Colossus of New York: A City in Thirteen Parts
- 2014: The Noble Hustle: Poker, Beef Jerky & Death

Źródło.